# Tangyuan (nourriture)
Pour les articles homonymes, voir Tangyuan.
Les tāngyuán (chinois simplifié : 汤圆 ; pinyin : tāngyuán ; litt. « sphères de soupe », également appelés 汤团, tāngtuán) sont des boulettes de farine de riz gluant consommées dans une soupe d'eau sucrée ou dans du bouillon de viande. Elles peuvent être fourrées de poudre de sésame, d'arachides et de sucre, de pâte de haricots rouges sucrée ou de hachis de viande.
Elles sont consommées traditionnellement pendant la fête des lanternes (元宵节, yuánxiāojié), quinze jours après le Nouvel An chinois et portent alors le nom de yuanxiao (元宵, yuánxiāo). Certains en consomment également pour célébrer le solstice d'hiver (冬至, dōngzhì, aussi appelé 冬节, dōngjié).

## Origine
Les coutumes de Dongzhi sont d'origine han, depuis la dynastie Han, et ont connu leur âge d’or sous la dynastie Tang. Dans l'ouvrage 清嘉录, Qīngjiālù, il est indiqué que « Dongzhi est plus important que le Nouvel An » (冬至大如年). Ceci montre que Dongzhi a été considéré comme une fête très importante par les anciens. Ainsi, leur considération a poussé le développement de la culture culinaire de Dongzhi. Après des milliers d'années, cette culture culinaire est devenue une culture culinaire spéciale de 节令 (jiélìng) (cérémonies spéciales associées aux différents phases de chaque saison sur le calendrier chinois).
Prendre des tangyuan est très populaire dans le sud-est de la Chine où se localise la région du Jiangnan. Il est souvent dit qu'« après avoir pris des tangyuan, on a un an de plus ».

## Signification
Tangyuan avec sa forme ronde symbolise le bonheur et la réunion. Lorsque tous les membres de la famille se réunissent à nouveau pendant les grandes fêtes traditionnelles, manger des tangyuan, c'est souhaiter le bonheur et la réunion à toute la famille.

## Actualité
Jusqu'à l'ère actuelle, manger des tangyuan en famille devient très simple. Beaucoup de produits peuvent être trouvés dans des supermarchés.